# Alfons Nowald
Alfons Nowald (* 26. April 1903 in Blasen; † 28. Juni 1960 in Hannover) war ein niedersächsischer Politiker (Zentrum) und Mitglied des Niedersächsischen Landtages.
Nowald absolvierte nach dem Schulbesuch verschiedene Lehrgänge. Bereits im Alter von sechzehn Jahren wurde er Mitglied der Zentrumspartei. Er war politisch im Bauernvereinswesen tätig und ist unter anderem Mitbegründer der Deutschen Bauernpartei. 1929 wurde er Mitglied des Kreistages und wurde Taxator. Im Jahr 1933 übernahm er das väterliche Gut in Blasen. Er legte die Prüfung als land-, forst- und wasserwirtschaftlicher Taxator mit Erfolg ab. Zuletzt war er als Oberförster in Sputendorf bei Königs Wusterhausen tätig. Nowald wurde Aufsichtsratsmitglied einer Genossenschaft und übernahm verschiedene landwirtschaftliche Ehrenämter. 
Nowald wurde zum Mitglied des Niedersächsischen Landtages in der ersten Wahlperiode vom 20. April 1947 bis 30. April 1951 gewählt. Er gehörte der Zentrum-Fraktion bis zum 19. September 1949 an und war im Folgenden fraktionslos.